# Matchbox (groupe)
Pour les articles homonymes, voir Matchbox.
Matchbox est un groupe de musique britannique formé en 1971 et toujours actif. Dans la vague du Rockabilly de la fin des années 1970 qui déferle sur le Royaume-Uni, le groupe leader aux côtés des Gallois de Crazy Cavan and the Rhythm Rockers est Matchbox.
La formation de 1978 est l'une des plus intéressantes. Elle réunit deux pointures de l'époque : le guitariste Steve Bloomfield (ex The Count Four) et le chanteur Graham Fenton (†) — le premier chanteur, Wiffle Smith, quitta le groupe en 1977. On leur doit trois albums : "Rider in the sky" (réunissant des reprises de classiques rockabilly méconnus à l'époque), Settin' the wood in fire et Rockabilly rebel qui contient leur plus grand succès du même nom. 
On peut les voir en live dans le film Blue suede shoes aux côtés d'autres artistes du genre, tels que Crazy Cavan, Flying saucers et Freddy finger's Lee.

## Discographie
- Riders In The Sky (1976)
- Settin' The Woods On Fire (1978)
- Matchbox (1979)
- Midnight Dynamos (1980)
- Flying Colours (1981)
- Crossed Line (1982)
- Coming Home (1998)
- Four Greatest Hits (2001)
- 26 Original Hits (2003)
- The Platinum Collection (2006)